# Kościół farny w Buczaczu
Kościół farny w Buczaczu pw. Matki Najświętszej – nieistniejąca dziś świątynia rzymskokatolicka, kościół farny w Buczaczu. 
Początki kościoła sięgają drugiej połowy XIV wieku, kiedy utworzono (erygowano) parafię rzymskokatolicką w roku 1373 przez Michała Awdańca z Buczacza, protoplasty Buczackich herbu Abdank (zm. po 7 listopada 1394), który wszedł w posiadanie Buczacza w drugiej połowie XIV w. 28 lipca 1379 roku Michał Awdaniec ponowił akt pierwotnej fundacji (według ks. Sadoka Barącza, «wiekiem nadwątlony... kościół zrestaurował...»), m.in. zapisał przestrzeń pustą zwaną Żurawińce leżącą między wsiami Przewłoką i Rukomyszem, w celu założenia wsi na nowo oraz dziesięcinę ze wszystkich dworzysk należących do zamku buczackiego.
Dziedzic miasta, wyznawca kalwinizmu, starosta barski Mikołaj Buczacki-Tworowski zamienił go na zbór kalwiński. 
Kościół farny w Buczaczu był miejscem pochówku m.in. dziedziców miasta z rodziny Buczackich herbu Abdank, prawdopodobnie także przedstawicieli Potockich herbu Pilawa.
W roku 1715 ks. Aleksander Józef Młodkiewicz, proboszcz buczacki, utworzył przy kościele Bractwo Szkaplerza Matki Najświętszej. Protektorem Bractwa ze stanu szlacheckiego został obrany Stefan Aleksander Potocki, protektorką – jego żona Joanna z Sieniawskich. W październiku 1760 odprawili misję w kościele OO. Misjonarze z Horodenki. W tym czasie ówczesny dziedzic miasta starosta kaniowski Mikołaj Bazyli Potocki kazał rozebrać stary kościół farny w celu wzniesienia jego sumptem nowego (dziś kościół Wniebowzięcia Najświętszej Marii Panny w Buczaczu), który wyniósł do rzędu prepozyturalnych, dla czego 21 marca 1761 w Buczaczu zrobił odpowiedni zapis. W 1761 roku kościelna parafia została rozszerzona.
Jakub Sito uważa, że figury Franciszka Borgiasza, Wincentego à Paulo oraz św. Mikołaja z ołtarza św. Mikołaja nowej fary w Buczaczu, pochodzą ze starej fary buczackiej, także przypisuje ich autorstwo Janowi Jerzemu Pinzlowi.